# 울산전파관리소
울산전파관리소(蔚山電波管理所)는 울산광역시의 무선국의 감시 및 혼신조사 등에 관한 사무를 분장하는 중앙전파관리소의 소속기관이다. 1987년 1월 1일 발족하였으며, 울산광역시 울주군 서생면 위곡2길 157-6에 위치하고 있다. 소장은 행정사무관·공업사무관·시설사무관·전산사무관·방송통신사무관 또는 공업연구관으로 보한다.

## 연혁
- 1987년 1월 1일: 중앙전파감시소 소속으로 울산분소 설치.[3]
- 1987년 12월 15일: 중앙전파관리소 소속으로 변경.[4]
- 2006년 12월 29일: 울산전파관리소로 개편.[5]

## 조직

### 소장
- 운영지원과[6]
- 전파업무과[6]
- 이용자보호과[6]